# Llista de videojocs de la N-Gage
Aquest article és una llista de 69 jocs per la consola portàtil N-Gage de Nokia, organitzats alfabèticament per nom.

## A
- Alien Front
- Aquababe
- Ashen
- Asphalt Urban GT
- Asphalt Urban GT 2
- Atari Masterpieces vol 1
- Atari Masterpieces vol 2

## B
- Bomberman
- Bounce

## C
- Call of Duty
- Catan
- Civilization
- Colin McRae Rally 2005
- Crash Nitro Kart

## D
- Driv3r (Cancel·lat)

## E
- The Elder Scrolls Travels: Shadowkey

## F
- FIFA Football 2004
- FIFA Football 2005

## G
- Glimmerati

## H
- High Seize
- Hinter Wars (cancel·lat com un MMC)

## K
- King of Fighters Extreme

## L
- Lesiure Suit Larry: Pocket Party (cancel·lat)

## M
- Marcel Desailly Pro Soccer
- Mile High Pinball
- MLB Slam!
- MotoGP

## N
- NCAA Football 2004

## O
- One
- Operation Shadow: Theatres of War

## P
- Pandemonium
- Pathway to Glory
- Pathway to Glory: Ikusa Islands
- Payload
- Pocket Kingdom: 0wn the W0rld
- Puyo Pop
- Puzzle Bobble VS

## R
- Rayman 3
- Red Faction
- Requiem of Hell
- Rifts: Promise of Power
- The Roots: Gates of Chaos

## S
- Sega Rally Championship (llançat només en una selecció de països d'Àsia/Pacific)
- Shade: Wrath of Angels (cancel·lat)
- Shadow-Born (cancel·lat com una MMC)
- Snakes
- SonicN
- Spider-Man 2
- Spirits (cancel·lat com una MMC)
- SSX Out of Bounds
- Super Monkey Ball
- System Rush

## T
- Taito Memories (Cancel·lat)
- Tiger Woods PGA Tour 2004
- Tom Clancy's Ghost Recon: Jungle Storm
- Tom Clancy's Splinter Cell: Chaos Theory
- Tom Clancy's Splinter Cell: Team Stealth Action
- Tomb Raider
- Tony Hawk's Pro Skater

## V
- Virtua Cop (Cancel·lat)
- Virtua Tennis
- Virtually Board Snowboarding II

## W
- Warhammer 40000 Glory In Death
- Worms World Party
- WWE Aftershock

## X
- X-Men Legends
- X-Men Legends 2: Rise of Apocalypse
- Xanadu Next
- Xyanide (cancel·lat com una MMC)

## Jocs cancel·lats
| Títol                            | Desenvolupador                      | Publicador        |
| -------------------------------- | ----------------------------------- | ----------------- |
| Alien Front                      | Sega                                | Sega              |
| Aquababe                         | Living Mobile                       | Living Mobile     |
| Bounce                           | Activision                          | Activision        |
| DRIV3R                           | V3D Production, Ubisoft Reflections | Atari             |
| Gekido                           | Naps Team                           | Desconegut        |
| Habbo Islands                    | Sulake Incorporation                | Desconegut        |
| Hinter Wars                      | Activate                            | Nokia             |
| Leisure Suit Larry: Pocket Party | TKO Software                        | VU Games, Nokia   |
| Lex Ferrum                       | YDreams, Blueshark Studio           | YDreams           |
| Shade: Wrath of Angels           | Cenega Publishing                   | Nokia             |
| Shadow-Born                      | Backbone                            | Nokia             |
| Spirits                          | Jadestone                           | Jadestone         |
| Taito Memories                   | Nokia                               | Taito Corporation |
| The Urbz: Sims in the City       | Griptonite Games                    | Electronic Arts   |
| Virtua Cop                       | Sega                                | Sega              |
| Virtually Board Snowboarding II  | Fathammer                           | Nokia             |
| Xyanide                          | Overloaded Pocket                   | Playlogic         |